# Antonio Creus
Antonio Creus, španski dirkač Formule 1, * 28. oktober 1924, Madrid, Španija, † 19. februar 1996, Madrid, Španija.
Antonio Creus je pokojni španski dirkač Formule 1. V svoji karieri je nastopil le na prvi dirki sezone 1960 za Veliko nagrado Argentine, kjer je z dirkalnikom Maserati 250F lastnega privatnega moštva odstopil v šestnajstem krogu. Umrl je leta 1996.

## Popolni rezultati Formule 1
(legenda) (odebeljene dirke pomenijo najboljši štartni položaj, poševne pa najhitrejši krog, †-uvrščen kljub odstopu)
| Leto | Moštvo        | Šasija        | Motor               | 1       | 2   | 3   | 4   | 5   | 6   | 7  | 8   | 9   | 10  | Prv | Toč |
| ---- | ------------- | ------------- | ------------------- | ------- | --- | --- | --- | --- | --- | -- | --- | --- | --- | --- | --- |
| 1960 | Antonio Creus | Maserati 250F | Maserati Straight-6 | ARG Ret | MON | 500 | NIZ | BEL | FRA | VB | POR | ITA | ZDA | -   | 0   |